# VANILLA FICTION
『VANILLA FICTION』（ヴァニラ フィクション）は、大須賀めぐみによる日本の漫画。『ゲッサン』（小学館）にて、2012年9月号から2016年3月号まで連載。

## 概要
伊坂幸太郎原作の『魔王 JUVENILE REMIX』『Waltz』を発表した大須賀の、本格的には初のオリジナル連載である（厳密には過去に『週刊少年サンデー超増刊』にて、短期集中連載『炎の穴のヨミ』を発表している）。作品のカラーとしては『魔王』『Waltz』の系統を継承したサスペンスアクションとなっている。
テーマは「擬似家族」で、単行本1巻の作者コメントで「ちょっと血がいっぱい出たりしちゃってますが、この漫画は子育て漫画」と語っている。「VANILLA FICTION」とは英語の俗語で、「つまらない、ありきたりな作り話」という意味。
「ゲッサンWEB」にて、番外的なエピソードが同作家過去作品『魔王 JUVENILE REMIX』『Waltz』のキャラクターと共に公開されている。

## あらすじ
売れっ子だがバッドエンドものしか書けない小説家・佐藤忍。彼が偶然立ち寄った廃ビルで、傷つき汚れた少女・牧野エリをめぐる争いを目撃する。この時に彼の日常は、その小説のごとく音を立てて崩れていった。
「とある地でエリとクッキーを食べねば世界が滅びる」という神様の定めた「双六ゲーム」に参加することになった佐藤は、次々に迫りくる窮地の中、エリと共に逃避行を繰り広げる。

## 登場人物

### 佐藤陣営
佐藤 忍（さとう しのぶ）
主人公。バッドエンドしか書けない極度にネガティブな小説家。31歳。
小説家としてはデビュー時から注目され、200万部を突破し映画化も決まった代表作『虫くい』を始めバッドエンドものの作品で人気を博し、富も名声も得た順風満帆な人生を送っているが、悲観的な本人は「作風の偏った自分はいずれ飽きられ失業してホームレスになってのたれ死ぬ」と自分の未来に絶望し、他人を妬んでばかりいる。出版社からはマンネリ化の打破のためにハッピーエンドの作品の執筆を要望されているが、佐藤曰く「自分が世界で一番幸せだと思えないとハッピーエンドは書けない」という。
いつも調子のずれた「ご当地面白Tシャツ」を着用して、古く穴の開いた靴を履いている。髪も無造作に長い。趣味は古書収集。考え事をする際、指を鳴らす癖がある。ピンチの際には自分のハッピーエンドは想像できないが、小説家としての洞察力と想像力を用い、相手のバッドエンドを考え誘導することで、自らの窮地を脱することが出来る。
太宰のせいでバスに乗りそびれ、歩いていた際にエリのキーホルダーを拾ってから、悲劇的な非日常に巻き込まれていくことになる。否応無しに牧野エリのパートナーである「指輪の持ち主」となり「双六ゲーム」に参加することとなり、極限まで追いつめられた結果、自身のアイデンティティをかなぐり捨ててでもエリを守ることを決意する。
牧野 エリ（まきの エリ）
天使の羽根のついたリュックを背負った寡黙な少女。感情はほぼ皆無と言ってもよく、子供でありながら殺人現場に出くわしても、泣くどころか決して声を上げない。8歳。
前のパートナーが死んだ際佐藤がその場にいたことから、佐藤を新しい「パートナー」として、指輪を渡す。太宰曰く、エリとパートナーが「とある場所」でクッキーを食べることで世界を崩壊から救うことが出来るらしい。
たまに年相応の子供らしい一面を見せるが、作中でもほとんど喋らない。以前は良く笑いよく泣く子だったらしいが、佐藤以前のパートナーに酷い虐待を受けたせいで寡黙になってしまった。佐藤から暖かい恩義を受けたことから、「自分が佐藤を守る」と誓う。
太宰 治（だざい おさむ）
「双六ゲーム」の進行役の「不死者」。チャラチャラとした青年で、趣味と特技はセックス遊び。
太宰治というのは偽名で、本人曰く何と呼ばれても構わないらしい（一緒に遊んでいたホステスの女性達からは、出会った街の名から「歌舞伎町くん」と呼ばれていた）。太宰の由来は、彼の余りの不道徳さに佐藤が「人間失格だ!」と叫んだことによる。
「双六ゲーム」の進行のために一年前に日比谷公園にこれまでの人類の歴史とゲームのルールのみがインストールされた状態で生み出された。その後もう1人の進行役の男と共に「20XX年7月7日生まれの銀髪の日本人女児」という条件に当てはまる牧野エリを一年かけて探し出して確保し、双六ゲームを始めた。何をされても死なない人外の不死者であり、双六ゲームが決着し役目を果たせば死ぬ存在である。
初対面時に佐藤からサインをねだってバスに乗りそびれるようにさせたが（因みにその後そのバスは事故を起こし乗客全員が死亡した）、実際はちっともファンではなく佐藤の小説は嫌っている。一度は佐藤の自宅の2階から転落して死亡し証拠隠滅のために佐藤に死体をバラバラに切断されたが、その状態から数日で生き返り、佐藤を翻弄しつつ「双六ゲーム」へ導いてゆく。
双六ゲームが決着すれば自分が死ぬことに絶望しており、享楽的に生きているのも実際は死の恐怖から逃げるためである。しかし、宿を貸してくれた老婆の言葉から、絆を得ることが幸せに繋がり得ると考え佐藤に協力することを決意する。

### 鞠山陣営
鞠山雪彦（まりやま ゆきひこ）
「双六ゲーム」の佐藤の対戦相手である、もう1人の指輪の持ち主。
職業は警察官。左目のみがサングラスになっている眼鏡を着用している。29歳。人生で一番大事なものはアドレナリンであると考えているため、ケンカを何よりも好み、勝負事に勝つことに常軌を逸したこだわりを持つ。警察上層部や裏世界と深い繋がりがあり、犯罪の揉み消しの後始末を行っている。
息子にドラジェがいる。別れた妻から押し付けられる形で引き取ったが、数年を共に暮らす内に親子の絆を育んだことで、鞠山にとってドラジェは何者にも代え難い最愛の存在になっている。
佐藤に次々に刺客を送り全国指名手配犯にでっち上げ、追い詰める。
鞠山駑螺滋恵（まりやま ドラジェ）
鞠山雪彦の息子。小学5年生。両目の下に泣きぼくろがある。
鞠山の妻が離婚後に妊娠していたことが判明し生まれた子（もっとも鞠山の妻は複数の男性と関係をもっており本当に鞠山の子供かは不明）。ドラジェが小学二年生の時に、鞠山の元妻の再婚が決まり厄介払いに鞠山の元に押し付けられた。母親からはまともに愛情を受けてこなかったが、鞠山とは時を重ねるにつれ親子の情を交わすようになった。
紗々蔵（ささくら）
太宰と同じく「双六ゲーム」の進行役の「不死者」。鞠山を指輪の持ち主に選ぶ。外見は中年男性。ラムネが好物。双六ゲームが決着すれば自分が死ぬ事を受け入れ、そのため完全燃焼した達成感を得て死にたいと願っており、鞠山に困難な仕事を任されることを望んでいる。名前の由来はドラジェに名前を聞かれた際に着ていた桜模様のジャージから。
楡ノ木（にれのき）
エリを狙った刺客。髑髏マスクを付けている。役者になり映画製作に携わることを夢見ているが、叶わず借金まみれになっている。中二病の気がある。
借金の弱みにより鞠山に利用され佐藤邸に拳銃を持って押し入るが、佐藤の策により敗北。その後、今度は逆に佐藤に脅迫される形で協力させられる羽目になる。当初は自身の保身のために渋々従っていたが、次第に佐藤に情が移り自分から佐藤のために動くようになり、佐藤のエリ奪還成功とともに別れた。
着ぐるみの男
エリを狙った刺客。殺人の揉み消しを条件に鞠山からエリの誘拐を請け負った。山中で佐藤を襲い、パンダの着ぐるみを着ることで佐藤に弱点を洞察されることを防ぎ、エリを攫った。

### その他
影山（かげやま）
佐藤の担当編集者。次回作こそは彼にハッピーエンドの物語を書いて貰うようあの手この手を尽くしている。
佐藤の着ている「ご当地面白Tシャツ」は、大概彼の買って来たものである。
山中（やまなか）
エリの1人目のパートナーだった男。
畑山（はたけやま）
エリの2人目のパートナーだった男。
老婆
鞠山の刺客に襲われた佐藤と太宰を一晩の宿を供した。2匹の猫を飼っている。
子仲台唯子（こなかだい　ゆいこ）
エリの奪還のため移動中の佐藤と太宰が偶然出会った少女。佐藤の小説のファン。恋愛体質の母親がいる。
熊谷（くまがや）
裏ビデオの製作など行っている凶悪な愚連隊「関東鬼仁会」の一員。スキンヘッド。唯子の母親の彼氏だったが、痴情のもつれから殺害される。
春夏秋冬 二（ひととせ　ならぶ）
若手小説家。代表作は『換気扇ダイアリイ』。佐藤を「決まりきった作風ですぐに飽きられる」と批判した。単行本の加筆シーンでは世界の滅亡に言及している。

## 双六ゲームのルール
- 太宰曰く「神が仕組んだ双六ゲーム」。左手の薬指に指輪をはめられた者が牧瀬エリのパートナーとなりゴールを目指す。ゴール出来なかったら数年後に世界は滅びる。ゴール出来た場合はカオス理論的に物事が連鎖し世界は救われる。
- プレイヤーは2名で、物語開始時は佐藤忍と鞠山雪彦。この2人で牧野エリを奪い合い、ゴールを目指すことになる。先にゴール出来なかった方は死亡する。
- 佐藤のゴールは「羽白島の北端の岬でエリとクッキーを食べること」。鞠山のゴールもエリと何かしらをすることだが、太宰は詳細を知らない。
- 進行役は約30分以内に死ぬ人間が分かり、その人間に指輪を嵌め生きるチャンスを与え、ゲームのプレイヤーに選ぶ。プレイヤーに選ばれた者が指輪を外せば、指輪により捩じ曲げられた運命が戻り死亡する。
- 進行役の太宰ら2名の不死者は双六ゲームのためのみに生まれた人外の存在であり、ゲームが決着すれば両者とも死亡する。
- 双六ゲームが決着するまでは牧野エリはいかなることがあっても死亡できない。

## 単行本
- 大須賀めぐみ 『VANILLA FICTION』 小学館〈ゲッサン少年サンデーコミックス〉、全8巻
  1. 2012年12月12日発売 ISBN 978-4-09-123883-2
  2. 2013年6月12日発売 ISBN 978-4-09-124256-3
  3. 2013年11月12日発売 ISBN 978-4-09-124439-0
  4. 2014年4月11日発売 ISBN 978-4-09-124686-8
  5. 2014年9月12日発売 ISBN 978-4-09-125254-8
  6. 2015年3月12日発売 ISBN 978-4-09-125759-8
  7. 2015年8月12日発売 ISBN 978-4-09-126257-8
  8. 2016年3月11日発売 ISBN 978-4-09-127047-4